# Zuringaardvlo
De zuringaardvlo (Mantura chrysanthemi) is een keversoort uit de familie bladkevers (Chrysomelidae), die tot de tribus Alticini behoort. De wetenschappelijke naam van de soort werd in 1903 gepubliceerd door Koch. De soort komt van nature voor in het westen van het Palearctisch gebied, Kaapverdië en Noord-Afrika en is van daaruit verspreid naar Canada.

## Beschrijving
De donkergroene kever is 1,8-2,7 mm lang en heeft een metaalachtige glans. Het halsschild is verspreid gepunkteerd en de dekschilden in rijen. De punten van de dekschilden zijn vaak lichter doorschijnend. De elliptische eieren zijn geel. De larven zijn bruin met een donkere kop. De poten van de kever zijn roodbruin tot bruin met een donkerder dij van de achterste poten. Dankzij een veermechanisme (de "metafemorale veer") in de sterk ontwikkelde dij van de achterste poten kunnen de kevers, typisch voor de meeste aardvlooien wegspringen bij gevaar. De penis is 1,8-2,5 mm lang.

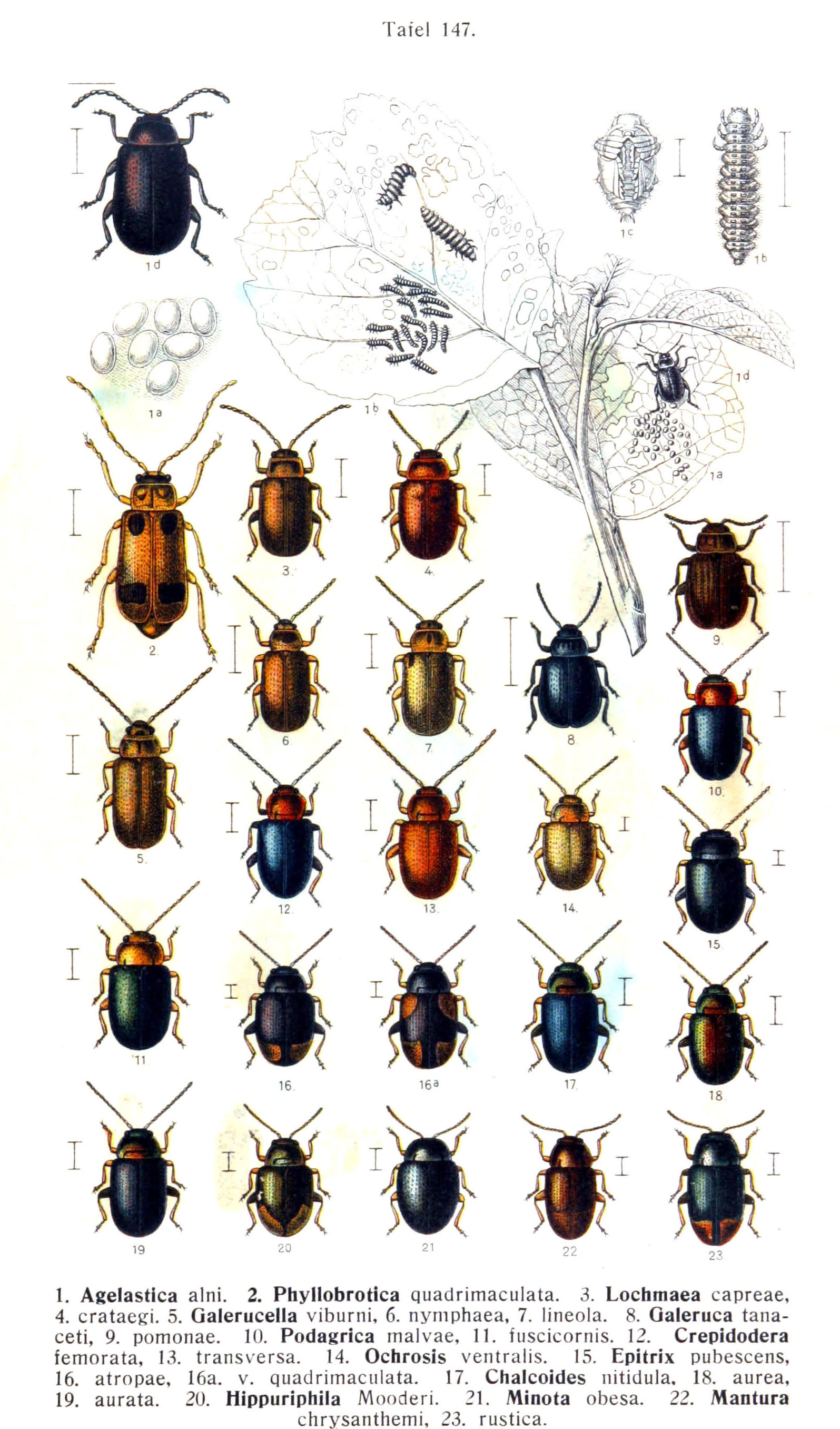
nummer: 22 is de zuringaardvlo
Vraatbeeld op veldzuringbladeren

## Levenswijze
Er is één generatie per jaar. De kever overwintert. In de tweede helft van mei worden de eieren afgezet in de bladoksels en op de bladstelen van de waardplant. De kever vreet van de bladeren. De larven mineren de bladeren en laten de uitwerpselen in de mijn achter als zwarte draden.

## Waardplanten
Waardplanten zijn veldzuring, schapenzuring, krulzuring en biet.